# 1906 w polityce

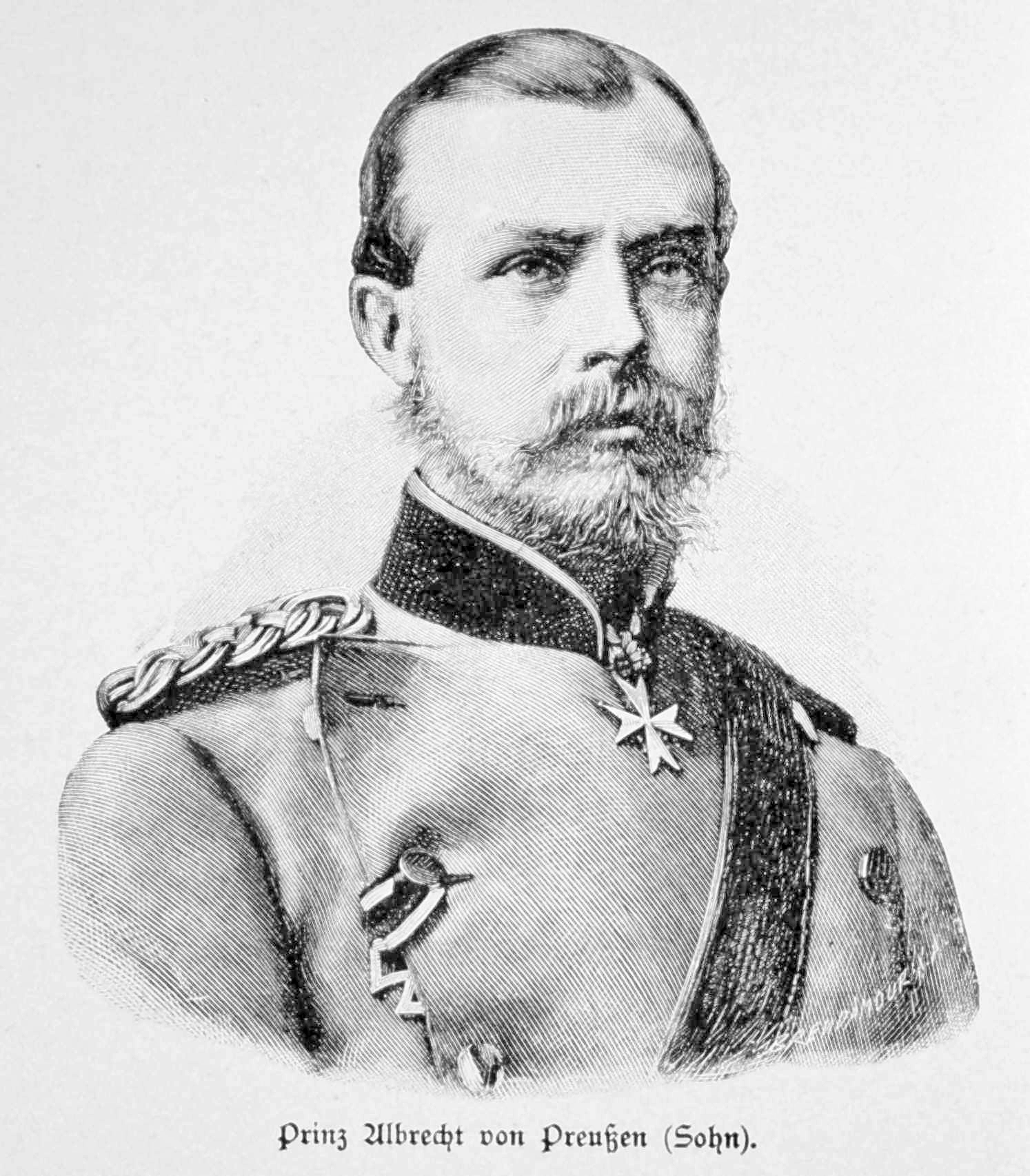
Albrecht Hohenzollern

Wydarzenia polityczne w 1906 roku.

## Styczeń
- 20 stycznia – zmarł Marcelo Spínola y Maestre, hiszpański kardynał[1].
- 29 stycznia – Fryderyk VIII został królem Danii[2].

## Luty
- 5 lutego – na wniosek premiera Siergieja Wittego car Mikołaj II zakazał stosowania kary śmierci bez wyroku sądowego[3].
- 11 lutego – papież Pius X ogłosił encyklikę Vehementer Nos, w której skrytykował francuskie prawo z 1905 o rozdziale Kościoła od państwa[4].

## Kwiecień
- 7 kwietnia – zakończyła się konferencja w Algeciras w sprawie Maroka. W myśl zasad zawartych w podpisanym traktacie Maroko miało pozostać niepodległym państwem[3].

## Maj
- 6 maja – Mikołaj II zatwierdził „zasadnicze ustawy państwowe” (nazywane często rosyjską konstytucją)[3].
- 31 maja – hiszpański anarchista Mateo Morral Roca dokonał zamachu bombowego na orszak ślubny króla Hiszpanii Alfonsa XIII. W wyniku eksplozji zginęło 15 osób. Sam monarcha uszedł cało[3].

## Lipiec
- 20 lipca:
  - w Kronsztadzie wybuchło antycarskie powstanie[3];
  - w Wielkim Księstwie Finlandii wprowadzono 1-izbowy parlament (Eduskunta). Prawa wyborcze otrzymywali wszyscy obywatele, którzy ukończyli 24. rok życia. Finlandia została pierwszym europejskim państwem, w którym kobiety posiadały prawa wyborcze[3].
- 23 lipca – zmarł Gentarō Kodama, japoński generał[5].

## Sierpień
- 16 sierpnia – urodził się Edward Ochab, działacz PZPR[6].

## Wrzesień
- 13 września – zmarł Albrecht Hohenzollern, książę pruski[7].

## Listopad
- 9 listopada – zmarła Dorothea Beale, angielska nauczycielka i bojowniczka o prawa kobiet[8].
- 25 listopada – zakończył się IX Zjazd Polskiej Partii Socjalistycznej[3].

## Grudzień
- 10 grudnia – Pokojową Nagrodę Nobla otrzymał Theodore Roosevelt[3].